# Pine Brook (dopływ Tillits Creek)
Pine Brook – strumień (brook) w kanadyjskiej prowincji Nowa Szkocja, w hrabstwie Cumberland, płynący w kierunku północnym i uchodzący do Tillits Creek; nazwa urzędowo zatwierdzona 10 kwietnia 1943.